# ダンカン級戦列艦
ダンカン級戦列艦(Duncan class ships of the line)はイギリス海軍の101門戦列艦。